# Никол Анистън
Никол Анистън (на английски: Nicole Aniston) е американска порнографска актриса.

## Биография и кариера
Родена е на 9 септември 1987 г. в град Сан Диего, щата Калифорния, САЩ и е от гръцки и германски произход.
Дебютира като актриса в порнографската индустрия през 2010 г., когато е на 23-годишна възраст.
В следващите години работи за компаниите „Елегант Ейнджъл“, „Вивид Ентъртейнмънт“, „New Sensations“, „Third Degree“, „Брейзърс“, „Хъслър видео“, „Ийвъл Ейнджъл“ и „Адам и Ева“.
На 17 февруари 2011 г. увеличава гърдите си от размер „C“ на размер „D“, чрез поставяне на силиконови импланти.
Избрана е за любимка на месеца на списание „Пентхаус“ за август 2012 г. и за любимка на годината на същото списание за 2013 г.
На 29-ата церемония по връчване на AVN наградите Анистън е трофейно момиче, а на 31-вите AVN награди е водеща заедно с Дейна Диармонд на „червения килим“ преди официалната церемония.
През юли 2014 г. подписва ексклузивен договор с „Naughty America“ и е обявена от тази компания за нейно лице и пример за подражание.
Снима фотосесия за реклама на марката минерална вода „138 Water“.

## Награди и номинации
Номинации
- 2012: Номинация за XBIZ награда за нова звезда на годината.[12]
- 2013: Номинация за XBIZ награда за изпълнителка на годината.[13]
- 2013: Номинация за AVN награда за най-жестока секс сцена – „Мъже в черно ХХХ пародия“ (с Мия Лилейни и Брад Армстронг).[14][15]